# 호모 파베르
호모 파베르(Homo Faber)는 도구의 인간을 뜻하는 용어이다. 인간의 본질을 도구를 사용하고 제작할 줄 아는 점에서 파악하는 인간관으로 베르그송에 의해서 창출되었다. 인간은 유형, 무형의 도구를 만드는 동시에 자기 자신도 만든다고 보았다.

## 같이 보기
- 한나 아렌트
- 막스 셸러